# John Curtis (football)
Pour les articles homonymes, voir John Curtis.
John Charles Keyworth Curtis est un ancien footballeur professionnel anglais né le 3 septembre 1978 à Nuneaton en Angleterre. Il mesure 1,78 mètre.
Défenseur polyvalent, il pouvait aussi jouer milieu défensif. Il a été formé à Manchester United.

## Palmarès et statistiques

### Palmarès
| Manchester United - Supercoupe d'Europe : - Finaliste : 1999. - Coupe d'Angleterre (jeunes) (1) : - Vainqueur : 1994-95. |  | Blackburn Rovers - Coupe de la Ligue anglaise (1) : - Vainqueur : 2001-02. |

### Statisiques enÉquipe d'Angleterre
- 4 sélections avec les moins de 20 ans en 1997
- 1 sélection avec les B en 1998